# مارسلو سوارز (بازیکن فوتبال)
مارسلو سوارز (انگلیسی: Marcelo Suárez؛ زادهٔ ۲۰ دسامبر ۲۰۰۱) بازیکن فوتبال اهل بولیوی است.
وی همچنین در تیم ملی فوتبال بولیوی بازی کرده است.